# Christine Hebbel

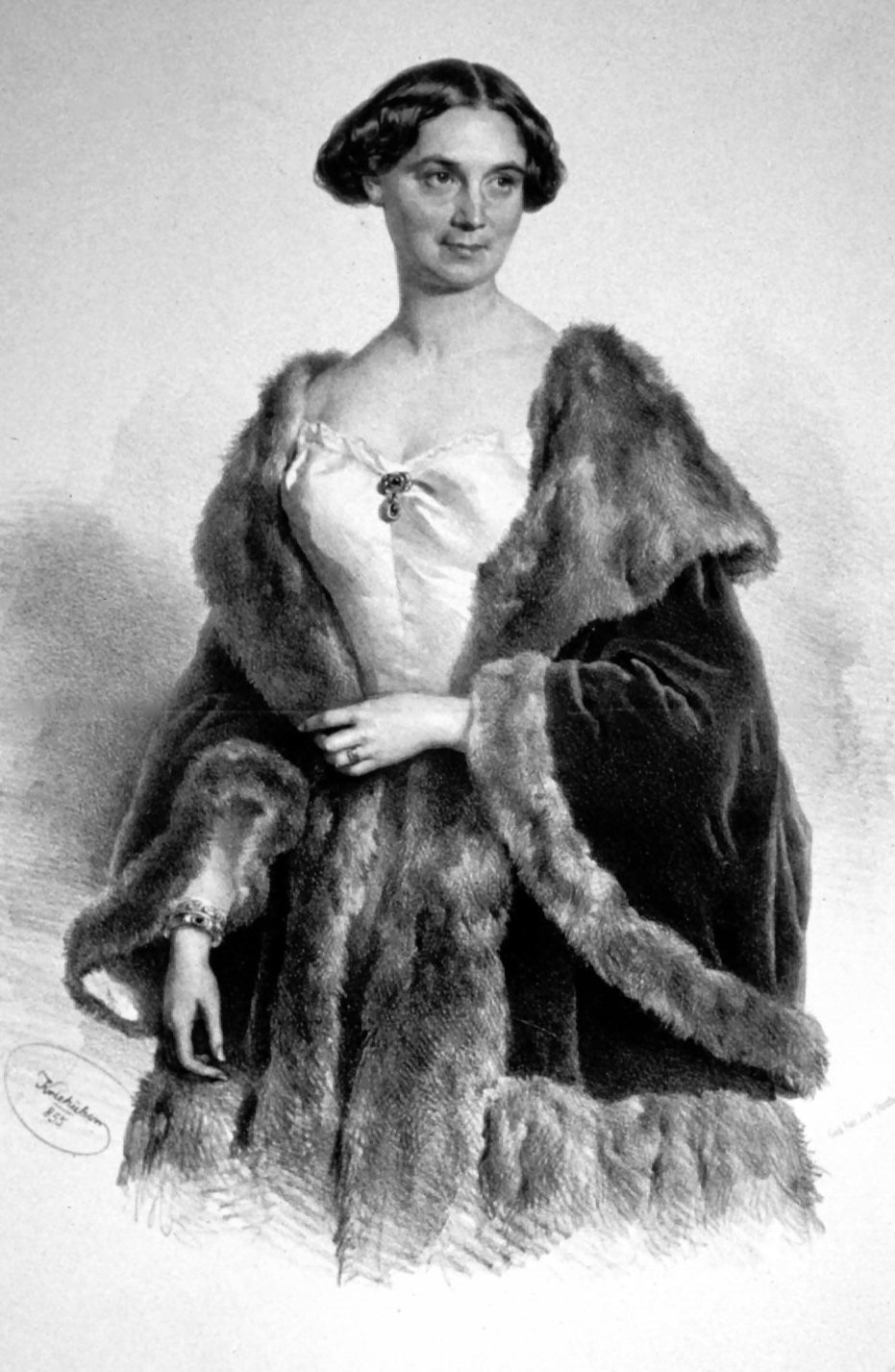
Christine Hebbel, Lithographie von Josef Kriehuber, 1855

Christine Hebbel

Johanne Louise Christine Hebbel, geb. Engehausen, Pseudonym Christine Enghaus, (* 9. Februar 1817 in Braunschweig; † 20. Juni 1910 in Wien) war eine deutsche Bühnenschauspielerin und Ehefrau des deutschen Dramatikers Friedrich Hebbel.

## Frühe Jahre

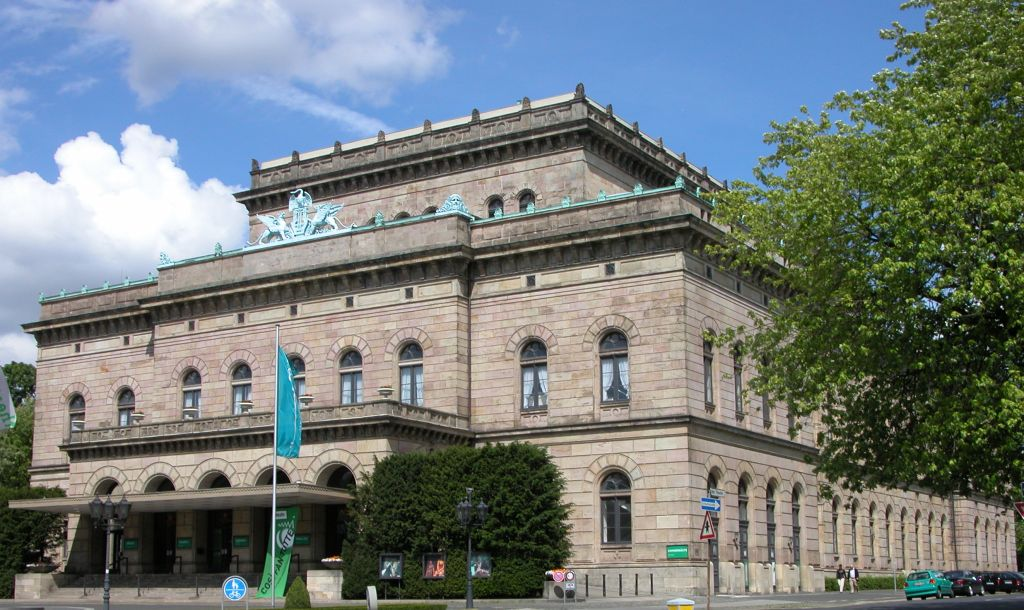
Braunschweiger Hoftheater

Christine Hebbel wuchs in einer kinderreichen Familie unter ärmlichen Verhältnissen auf. Ihr Vater war Schneider und verstarb bereits vor ihrem siebten Lebensjahr. So musste sie fortan durch Arbeit zum Lebensunterhalt der Familie beitragen. Im Alter von sieben Jahren kam sie auf Initiative ihrer Mutter zum Kinderballett des Braunschweiger Hoftheaters. Aufgrund ihres schauspielerischen Talents trat sie bald in kleineren Rollen auf, bis sie schließlich von Max Köchy entdeckt und gefördert wurde.

## Durchbruch
Ab 1829 gehörte Enghaus zum Ensemble des Hoftheaters in Braunschweig. 1833 spielte sie die Jungfrau von Orléans in Bremen und hatte damit ihren schauspielerischen Durchbruch, der ihr ein sofortiges Engagement in der Stadt einbrachte. Bald darauf kam sie über das Theater in Oldenburg an das Hamburger Stadttheater, wo ihr späterer Ehemann Friedrich Hebbel sie das erste Mal auf der Bühne sah. 1840, Christine Enghaus war bereits berühmt, erhielt sie ein Engagement am Wiener Burgtheater, dem sie bis 1875 angehörte.

## Ehe mit Friedrich Hebbel
Am 26. Mai 1846 heiratete sie in Wien den deutschen Dramatiker Friedrich Hebbel. Christine, die weiter in Wien, aber auch in Weimar auftrat, verkörperte nach der Heirat hauptsächlich Hebbels tragische Frauengestalten. Aus der Ehe mit Friedrich Hebbel gingen zwei Kinder hervor: Emil (1846–1847) und Christine (1847–1922). In einfühlsamer Weise nahm sich Christine der von Friedrich verlassenen Elise Lensing an und schloss mit ihr eine Freundschaft, die bis über den Tod Elises hinaus andauerte, als Christine später für eine würdige Grabstätte Elises sorgte. Sie hatte nach ihrer Heirat auch ihren unehelichen Sohn Carl zur Erziehung Elise übergeben.
Christine Hebbel ruht auf dem Evangelischen Friedhof Matzleinsdorf, an der Seite ihres Gatten (Gr. 19, Gruft 38). Im Jahr 2005 wurde in Wien-Penzing (14. Bezirk) der Christine-Enghaus-Weg nach ihr benannt.

## Nachleben
Christine Hebbels Bedeutung (u. a. als sichere Finanzquelle für ihren Ehemann Friedrich Hebbel) lässt sich auch daran ablesen, dass zwei Romane mit ihr als Hauptperson existieren – siehe „Literatur“.

## Familie
Ihre Enkelinnen Christine und Therese waren ebenfalls Schauspielerinnen.